# Shahrestān di Amol
Lo shahrestān di Amol (farsi شهرستان آمل‎) è uno dei 20 shahrestān della provincia del Mazandaran, il capoluogo è Amol. Lo shahrestān è suddiviso in 3 circoscrizioni (bakhsh):
- Centrale (بخش مرکزی‎)
- Larijan (بخش لاریجان‎), con il centro amministrativo di Rineh e Gazanak.
- Dabudasht (بخش دابودشت‎), con la città di Dabudasht (o Darvish Kheyl).

Nella circoscrizione di Larijan si trova il monte Damavand (5.610 m s.l.m.), la vetta più alta dell'Iran e di tutto il Medio Oriente.